# Denemarken op de Europese kampioenschappen atletiek 2010
Denemarken werd door vijftien atleten vertegenwoordigd op de Europese kampioenschappen atletiek 2010

## Deelnemers
| Onderdeel            | Mannen                                                                 | Vrouwen             |
| -------------------- | ---------------------------------------------------------------------- | ------------------- |
| 100 m                | Jesper Simonsen                                                        |                     |
| 400 m                | Nicklas Hyde                                                           |                     |
| 800 m                | Andreas Bube                                                           |                     |
| 1500 m               | Morten Munkholm                                                        |                     |
| 400 m horden         |                                                                        | Sara Slott Petersen |
| Marathon             | Jesper Faurschou                                                       |                     |
| Hoogspringen         | Janick Klausen                                                         |                     |
| Polsstokhoogspringen | Rasmus W. Jørgensen                                                    | Caroline Bonde Holm |
| Verspringen          | Morten Jensen                                                          |                     |
| Kogelstoten          | Kim Juhl Christensen                                                   |                     |
| 4 x 400 m            | Andreas Bube Daniel B. Christense Jacob Riis Nicklas Hyde Rasmus Olsen |                     |

## Resultaten

### 100m mannen
- Jesper Simonsen
  - Ronde 1: 10.62 (NQ)

### 400m mannen
- Nicklas Hyde
  - Ronde 1: 48,65 (NQ)

### 400m horden vrouwen
- Sara Petersen: 
  - Ronde 1: 57.28 (SB) (NQ)

### 800m mannen
- Andreas Bube
  - Reeksen: 26ste in 1.51,91 (NQ)

### 1500m mannen
- Morten Munkholm
  - Reeksen: 17de in 3.43,05 (NQ)

### 10000m vrouwen
- Maria Sig Moller: opgave

### 4x400m

#### Mannen
- Reeksen: 15de in 3.09,04 (NQ)

### Hoogspringen mannen
- Janick Klausen
  - Kwalificatie: 2,15m (NQ)

### Polsstokspringen mannen
- Rasmus W. Jørgensen
  - Kwalificatie: 19de met 5,50m (PB) (NQ)

### Kogelstoten mannen
- Kim Juhl Christensen
  - Kwalificatie: 24ste met 18,20m (NQ)

### Verspringen mannen
- Morten Jensen
  - Kwalificatie: geen geldige sprong

### Marathon mannen
- Jesper Faurschou: 29ste in 2:28.34

Albanië · Andorra · Armenië · Azerbeidzjan · België · Bosnië en Herzegovina · Bulgarije · Cyprus · Denemarken · Duitsland · Estland · Finland · Frankrijk · Georgië · Gibraltar · Griekenland · Groot-Brittannië · Hongarije · Ierland · IJsland · Israël · Italië · Kroatië · Letland · Liechtenstein · Litouwen · Luxemburg · Macedonië · Malta · Moldavië · Monaco · Montenegro · Nederland · Noorwegen · Oekraïne · Oostenrijk · Polen · Portugal · Roemenië · Rusland · San Marino · Servië · Slovenië · Slowakije · Spanje · Tsjechië · Turkije · Wit-Rusland · Zweden · Zwitserland